# Ansan Greeners Football Club
L'Ansan Greeners Football Club (안산 그리너스 축구단?), meglio noto come Ansan Greeners, è una società calcistica sudcoreana con sede nella città di Ansan.  Milita nella K League 2, la seconda divisione del campionato sudcoreano.

## Storia
Il 22 luglio 2016, il comune di Ansan ha annunciato ufficialmente la fondazione di una squadra di calcio professionistica con sede ad Ansan.
Lee Heung-sil è stato annunciato come primo allenatore della squadra il 31 ottobre 2016.

## Organico

### Rosa 2019
Aggiornata al 28 marzo 2019.
| N. |                          | Ruolo | Calciatore         |
| -- | ------------------------ | ----- | ------------------ |
| 1  | Corea del Sud (bandiera) | P     | Hwang In-jae       |
| 2  | Corea del Sud (bandiera) | D     | Hwang Tae-hyun     |
| 3  | Corea del Sud (bandiera) | D     | Hong Yooung-ki     |
| 4  | Corea del Sud (bandiera) | D     | Lee In-jae         |
| 5  | Corea del Sud (bandiera) | C     | Park Jun-hui       |
| 6  | Corea del Sud (bandiera) | C     | Kwak Seong-wook    |
| 7  | Corea del Sud (bandiera) | C     | Chang Hyuk-jin     |
| 8  | Corea del Sud (bandiera) | C     | Park Jin-sub       |
| 9  | Brasile (bandiera)       | A     | Gustavo Vintecinco |
| 10 | Brasile (bandiera)       | A     | Fauver             |
| 11 | Corea del Sud (bandiera) | A     | Choi Ho-joo        |
| 12 | Corea del Sud (bandiera) | C     | Yoo Ji-min         |
| 13 | Corea del Sud (bandiera) | D     | Lee Min-kyu        |
| 14 | Corea del Sud (bandiera) | C     | Hong Jae-hoon      |
| 15 | Corea del Sud (bandiera) | C     | Sin Il-soo         |
| 16 | Corea del Sud (bandiera) | C     | Choi Myeong-hee    |
| 17 | Corea del Sud (bandiera) | C     | Kim Jin-rae        |
| 18 | Corea del Sud (bandiera) | A     | Lee Chang-hun      |
| 19 | Corea del Sud (bandiera) | A     | Bang Chan-jun      |
| 20 | Corea del Sud (bandiera) | C     | Yu Chung-in        |

| N. |                          | Ruolo | Calciatore       |
| -- | ------------------------ | ----- | ---------------- |
| 21 | Corea del Sud (bandiera) | P     | Lee Hee-seong    |
| 22 | Corea del Sud (bandiera) | D     | Lee Joon-hee     |
| 23 | Corea del Sud (bandiera) | D     | Kim Yeon-soo     |
| 24 | Corea del Sud (bandiera) | D     | Jang Joon-soo    |
| 25 | Corea del Sud (bandiera) | A     | Jeong Cheol      |
| 26 | Corea del Sud (bandiera) | C     | Kim Jong-seok    |
| 27 | Corea del Sud (bandiera) | C     | Kim Dae-Yeol     |
| 28 | Corea del Sud (bandiera) | D     | Kim Kyung-ho     |
| 29 | Corea del Sud (bandiera) | D     | Kim Jeong-min    |
| 30 | Corea del Sud (bandiera) | D     | Kim Min-seong    |
| 31 | Corea del Sud (bandiera) | P     | Ha Joon-ho       |
| 33 | Corea del Sud (bandiera) | C     | Kwak Ho-seung    |
| 34 | Corea del Sud (bandiera) | D     | Kim Seung-hwan   |
| 36 | Corea del Sud (bandiera) | C     | Kim Jin-wook     |
| 37 | Corea del Sud (bandiera) | D     | Seo Hyun-woo     |
| 40 | Corea del Sud (bandiera) | A     | Shim Jae-min     |
| 51 | Giappone (bandiera)      | A     | Masatoshi Ishida |
| 55 | Corea del Sud (bandiera) | D     | Yoon Seon-ho     |
| 88 | Austria (bandiera)       | A     | Felipe Dorta     |